# A hunok mitológiája
A hunok egy belső-ázsiai nép voltak, akik i. e. 3. évezredtől az i. sz. 6. századig meghatározó szerepet játszottak Közép- és Belső-Ázsia, valamint Európa történelmében. 

## A  Legendák kora
A hunok története nagyon összetett, a legjobb, ha őseik, a hsziungnuk történetével kezdjük:
Az első írott források szerint a hunok a legősibb, legendás kínai dinasztia, a Hia-dinasztia utolsó uralkodójától, Kietől származnak. Tang, a Sang-dinasztia első fejedelme megfosztotta trónjától Kiét, mert nem volt taó-ja (nem voltak uralkódóhoz méltó erkölcsei). Kiét Ming-t'iaoba száműzték, de három évvel később meghalt. Fia, Hjuön-juk (rekonstruált nevén Hunor) elvette apja feleségeit, majd baromcsordáival letelepedvén északon, nomád életmódot folytatott. Viszont Sze-ma Csien leírja, hogy már az i. e. 24. században is léteztek hegyi zsongok, hjalm-junok (rekonstruált alak hunur) és hjuön-jukok (rekonstruált alak hunor) az északi tartományokban. Ezek minden bizonnyal ugyanannak a népnek, a hunoknak az egykori elnevezései lehetettek.
Pucs'u elvesztve csi kuan tisztségét (a mai terminusokkal földművelésügyi miniszter) a Hia-dinasztia uralmának összeomlása miatt a zsungokhoz és tikhez (a hunokhoz, a Jan Jakob Maria de Groot szerint itt a tik esetében türk névvel lehet dolgunk) menekült, ahol szorgalmasan támogatta a földművelést. Később a K'i, a Kü és a Vej folyókig terjesztették területüket a hunok Pucs'u unokájának, Liu herceg segítségével. Ekkoriban a hunok birtokokhoz jutottak és jó részük letelepült. Vagyont kezdtek gyűjteni. A nép állítólag nagyon szerette őt, a környező népek is bíztak erejében, így sokan bevándoroltak más népektől a hunok közé. Tehát a hunok ebben az időszakban már részben letelepedtek. 
300 évvel ezután (i. e. 1700 körül) lázadás tört ki és a hunok megtámadták Tan-fu nagykirályt, aki a Ki hegyekbe menekült. Ekkor alapult meg a kínai Csou-dinasztia. Tan-fu Liu herceg utódja volt és ő is nagyon emberszerető ember hírében állt. Egyébiránt Menciusz művében (Liang Hui király könyve II. 3. és 15.) olvashatjuk, hogy Tan-fu adókat küldött a hunoknak, de egyre növekvő nyomásuk menekülésre késztette. 
Az i. e. 17. század körül a küanjik (a hunok egy újabb elnevezése) háborút vesztettek Csou Csang Hipo (nyugat kormányzója) ellen. Körülbelül tíz évvel később Wu király a hunokat a Kingtől és a Lotól északra nyomta vissza. A hunokat ekkor adófizetésre kényszerítette. Mu király büntető hadjáratot indított a hunok ellen, melynek során négy fehér farkast és négy fehér szarvast zsákmányolt. 
A hunok Ji király korában (i. e. 934-910) szövetkeztek a Középső Birodalom ellen és hatalmas pusztítást végeztek. Aztán Hüan király (827-782) hadsereget állított fel ellenük és valószínűleg felépítette a kínai nagy fal elődjét, a Kin, Csao és Jen falát.